# قصر آینه
قصر آینه یا قصر دختر در هشت کیلومتری بخش رستاق و در جنوب شرقی آن قرار دارد. این قصر از مرکز شهرستان داراب هفتاد کیلومتر فاصله دارد که ۸ کیلومتر آن جاده خاکی و بقیه از داراب تا رستاق آسفالت می‌باشد. این قصر از سه طرف به وسیله سه کوه احاطه شده و در دره‌ای عمیق قرار دارد. در قسمت غربی قصر و در فاصله ۵۰ متری آن قسمتی از کوه تراشیده‌اند و می‌گویند در آنجا آینه بزرگی قرار داشته است که نمای قصر و راه‌های آن در این آینه نمایان بوده و دیده بانها که در بالای کوه قسمت شمالی قصر بوده‌اند و راه شمالی آن را کنترل می‌کرده‌اند.